# Sint-Mattheüskerk (Gijzelbrechtegem)

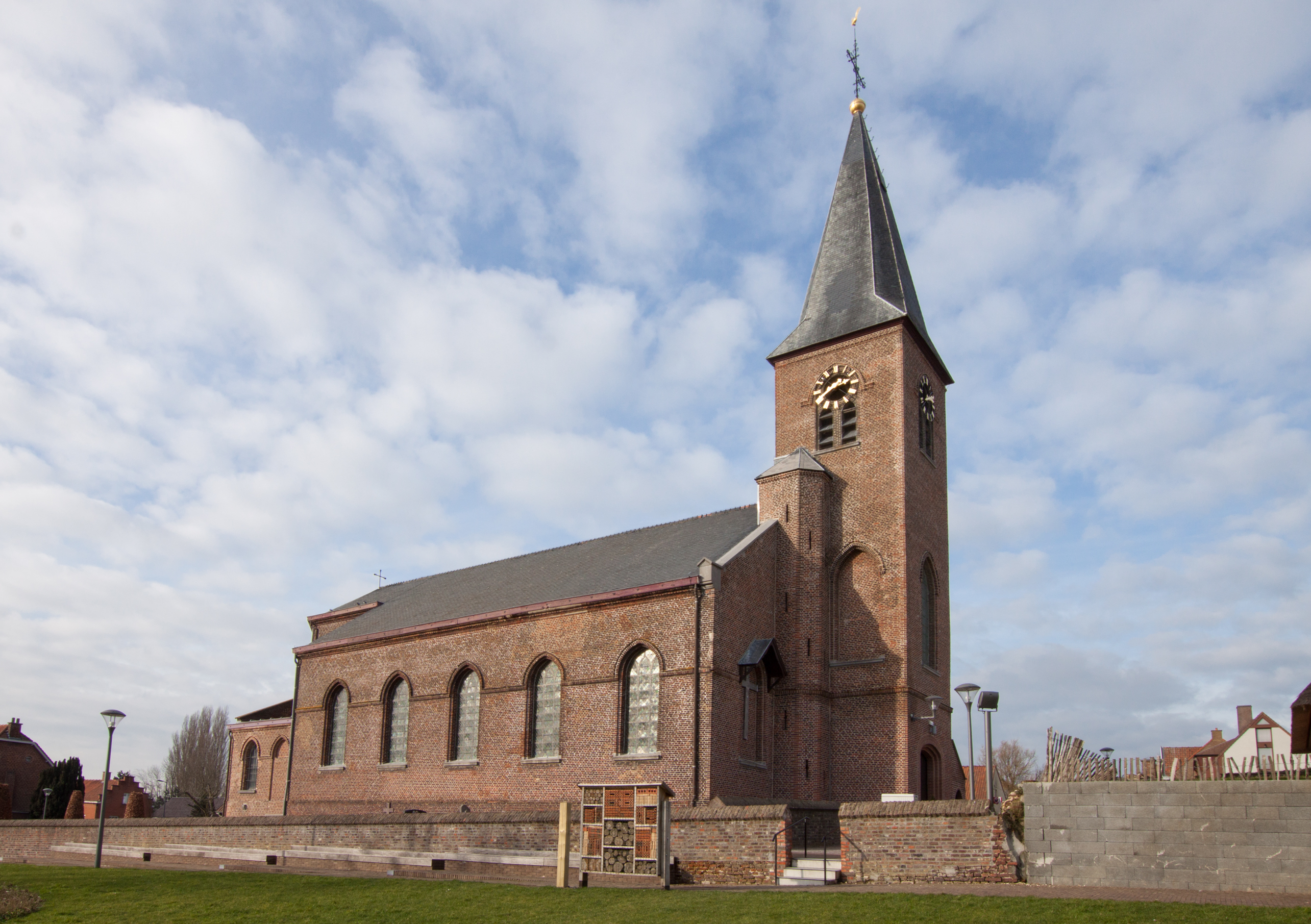
Sint-Mattheüskerk

De Sint-Mattheüskerk is de parochiekerk van de tot de West-Vlaamse gemeente Anzegem behorende plaats Gijzelbrechtegem, gelegen aan de Gijzelbrechtegemstraat.

## Geschiedenis
In 1230 was er reeds een kerk, waarvan het patronaatsrecht in handen was van het Augustijnenklooster Onze-Lieve-Vrouw te Walle te Elsegem. De kerk werd vernieuwd in 1730 en in 1782, toen het klooster te Elsegem werd opgeheven door keizer Jozef II, kwam het patronaatsrecht aan het Sint-Veerlekapittel te Gent.
Omstreeks 1850 was de kerk in verval geraakt en besloten werd om een nieuwe kerk te bouwen. In 1854 werd het schip gebouwd en in 1859 volgden het koor en de toren. Dit alles naar ontwerp van Pierre Nicolas Croquison. De kerk liep schade op tijdens de Eerste en de Tweede Wereldoorlog. De schade werd hersteld.

## Gebouw
Het betreft een bakstenen driebeukige kerk onder zadeldak, die naar het westen georiënteerd is. De kerk heeft een voorgebouwde toren met drie geledingen en een ingesnoerde naaldspits. Het koor is driezijdig gesloten. Dit koor is neogotisch.

## Interieur
Er is een biechtstoel van de 2e helft van de 18e eeuw. Een schilderij uit 1660 is vervaardigd door Jacob I van Oost. Het verbeeldt: De gebrekkigen smeken de Heilige Cornelius en Ghislinus, in tegenwoordigheid van de Heilige Drievuldigheid, om bijstand. Een 18e-eeuws schilderij verbeeldt Sint-Antonius Abt. Er is een 16e-eeuws beeld van dezelfde heilige. Uit de 17e eeuw dateren beelden van het Heilig Graf en Sint-Job.
De fraai gebeeldhouwde orgelkast is in Lodewijk XV-stijl. Het orgel is afkomstig uit de kerk van Wakken en is van oorsprong mogelijk een Van Peteghem-orgel, maar het wordt ook wel toegeschreven aan Jan en Pieter De Rijckere. Het werd in 1840 overgebracht en onderging een ingrijpende verbouwing door Charles Louis Van Houtte, om in 1856 in gebruik te worden genomen.

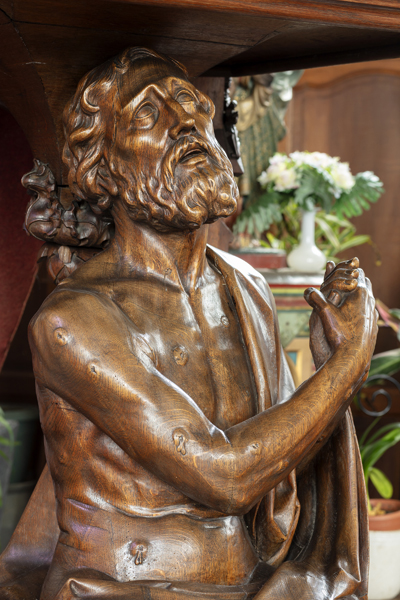
Job
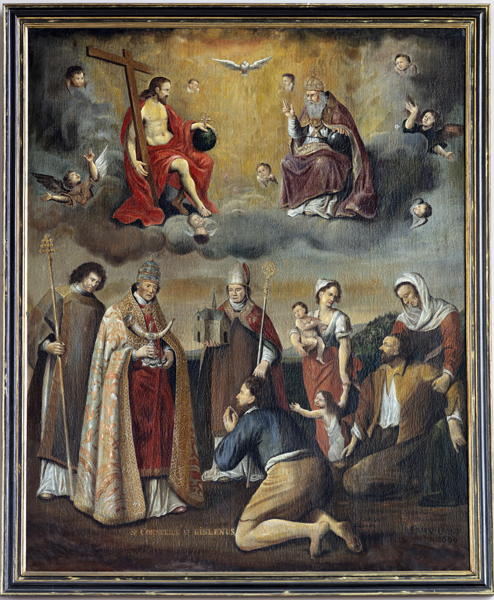
Schilderij door Jacob I van Oost, met de H. Cornelius en de H. Ghislinus
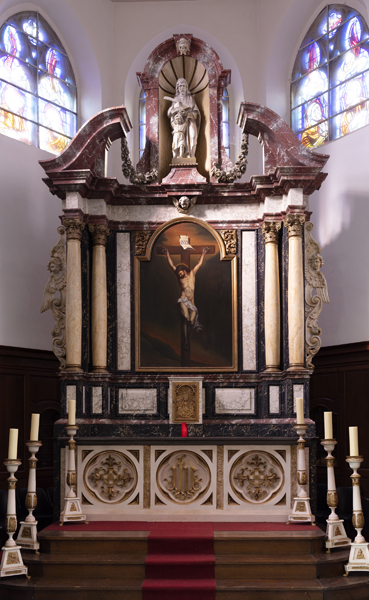
Altaar
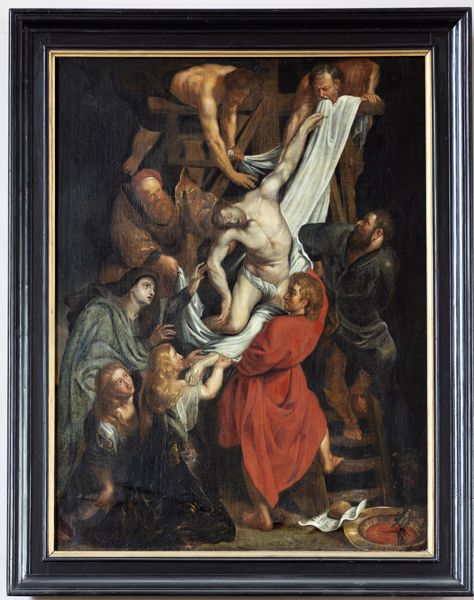
Kruisafneming (mogelijk door Bruno Boucquillon)
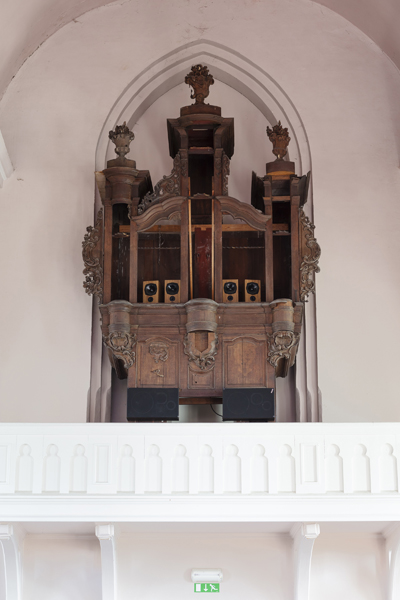
Orgel